# بدرالدین
بدرالدین یک نام کوچم یا نام خانوادگی‌ست. افراد شاخص با این نام از این قرارند:
- بدرالدین لؤلؤ

- مصطفی بدرالدین
- حسین بدرالدین حوثی
- یحیی بدرالدین حوثی